# Umenlauh
Das Naturschutzgebiet Umenlauh liegt auf dem Gebiet der Gemeinde Allmendingen und der Stadt Ehingen im Alb-Donau-Kreis in Baden-Württemberg.
Das Gebiet erstreckt sich südlich  des Kernortes von Allmendingen und nordwestlich der Kernstadt von Ehingen. Am östlichen Rand des Gebietes fließt die Schmiech, östlich verläuft die B 492 und südwestlich die B 465. Westlich erstreckt sich das 39,4 ha große Naturschutzgebiet (NSG) Hausener Berg / Büchelesberg und südöstlich das 19,3 ha große NSG Ehinger Galgenberg.

## Bedeutung
Das 36,3 ha große Gebiet steht seit dem 10. Juni 1992 unter der Kenn-Nummer 4.204 unter Naturschutz. Es handelt sich um „letzte Reste intakter Biozönosen des ehemals ausgedehnten Allmendinger Riedes“ mit Schilfflächen, Erlenbrüchen und nassen Gräben als Reservate für Teich-, Übergangs- und Niedermoorgesellschaften.